# Macworld/iWorld

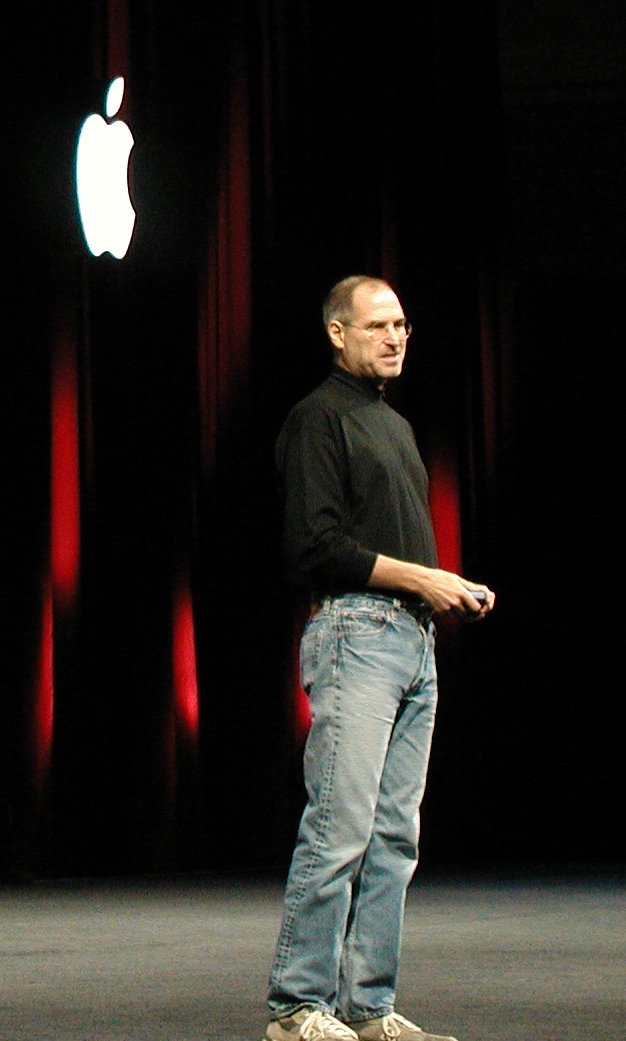
Steve Jobs durant la seva presentació el 2005.

La Macworld/iWorld (originalment Macworld), va ser una fira de tecnologies de la informació amb conferències sobre temes dedicats a la plataforma Mac d'Apple. Es va celebrar anualment als Estats Units durant el mes de gener a San Francisco. Originalment Macworld Expo i després Macworld Conference & Exposition, la trobada es remunta al 1985. per International Data Group (IDG), coeditor de la revista Macworld, L'organització de la fira-conferència
El 16 de desembre de 2008, Apple va anunciar que la MacWorld de 2009 seria l'última en què participarien i que Steve Jobs no faria la presentació (keynote), al seu lloc ho va fer Phil Schiller. El 14 d'octubre de 2014, IDG va suspendre Macworld/iWorld indefinidament.

## Història

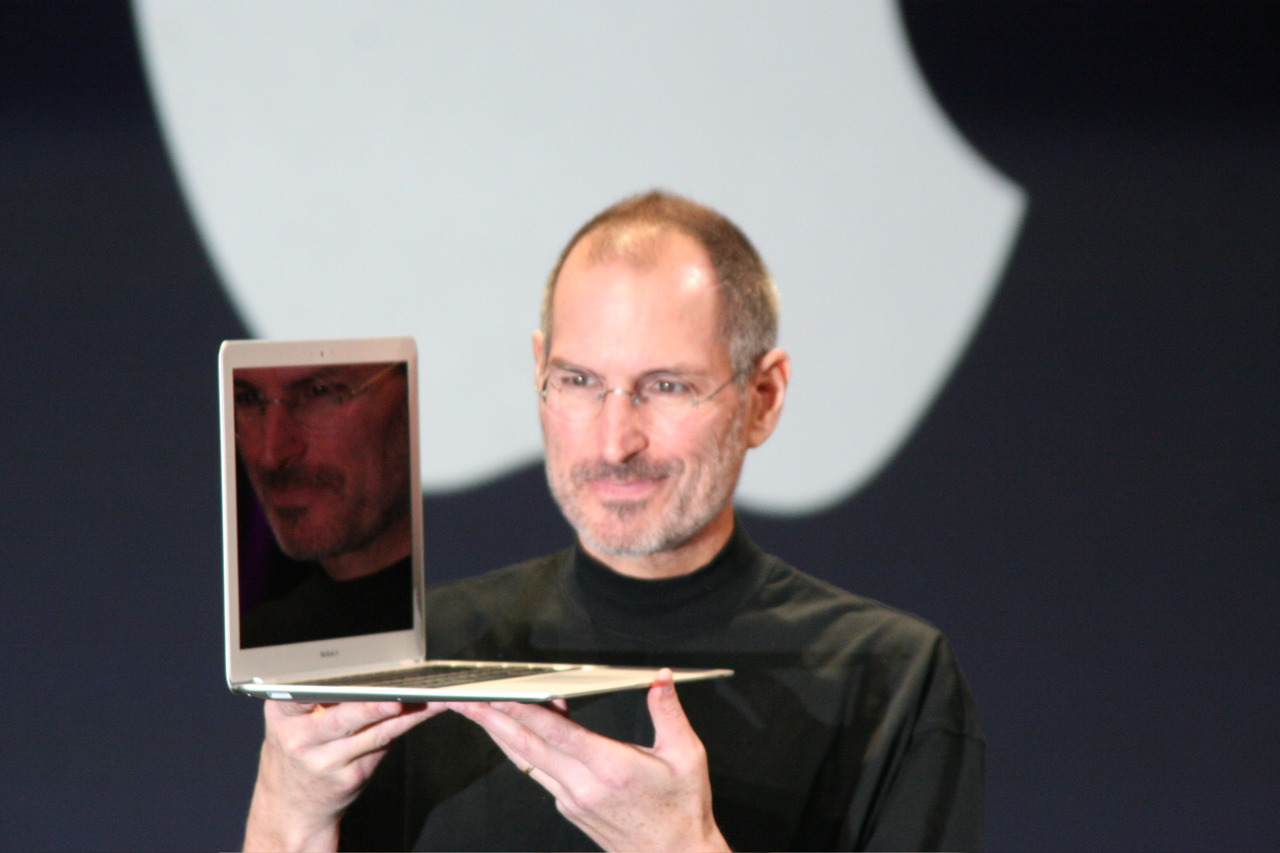
Steve Jobs mostrant el MacBook Air durant la seva presentació el 2008.

La primera Macworld Expo va tenir lloc l'any 1985 a San Francisco. La conferència va ser creada per Peggy Kilburn, que va ajudar a augmentar la mida i els beneficis de l'esdeveniment durant el seu mandat (1985–1999). Entre els ponents reclutats per Kilburn hi havia David Pogue, Steve Case, Bob LeVitus, així com representants de BMUG, LaserBoard i altres grups d'usuaris importants. La participació d'Apple solia ser l'esdeveniment central d'una Macworld Expo, i des del 1997 fins al 2008, el programa va ser conegut per les seves presentacions magistrals (de vegades anomenades " Stevenotes ") realitzades pel CEO d'Apple, Steve Jobs.
L'esdeveniment de San Francisco sempre s'ha celebrat al Moscone Center. L'Expo també es va celebrar a Brooks Hall, prop del San Francisco Civic Center, des de 1985 fins a 1993, quan l'ampliació del Moscone Center va permetre que l'espectacle es consolidés en un sol lloc.
Fins al 2005, els espectacles dels Estats Units es van celebrar semestralment, amb un espectacle de gener a San Francisco i un espectacle addicional d'estiu a l'est dels Estats Units. L'esdeveniment posterior es va celebrar inicialment a Boston al Bayside Expo & Executive Conference Center, per després expandir-se amb una doble presència al World Trade Center de Boston. De 1998 a 2003 va tenir lloc al Jacob K. Javits Convention Center de Nova York. Els espectacles d'estiu de 2004 i 2005, retitulats Macworld Conference & Expo, van tenir lloc a Boston, encara que sense la participació d'Apple. Altres empreses van seguir l'exemple d'Apple, cancel·lant o reduint la mida de les seves pròpies exposicions, cosa que va provocar una reducció de l'assistència en comparació amb les conferències anteriors de Macworld. El 16 de setembre de 2005, IDG va anunciar que no es realitzarien més espectacles d'estiu a Nova York ni a Boston.

### 1987
La Boston Macworld Expo de 1987 es va celebrar de l'11 al 13 d'agost. La presentació de producte més important a l'espectacle va ser HyperCard de Bill Atkinson. Es van lliurar més de 3.000 còpies del programari. MultiFinder, Apple File Exchange, ImageWriter LQ, EtherTalk, AppleShare PC i AppleFax Modem es trobaven entre els anuncis de productes d'Apple. Els promotors estimaven que 40.000 persones van assistir a l'espectacle. El distribuidor MacSum de Barcelona també hi va assistr aquest any formant part de l'equip  representació d'Apple España. La revisió de MacUser del programa va concloure positivament, dient que va ser "reveladora, estimulant. Tot i que el Mac s'estava convertint clarament en la màquina de negocis preferida a gran part d'Amèrica corporativa, el programa no va tenir l'atmosfera de les fires comercials de negocis. La majoria de les vegades va ser totalment emocionant. I la promesa del futur sempre va ser positiva".

### 1988
Al San Francisco Macworld hi van assistir 45.000 persones i va tenir 400 exposicions; El principal anunci d'Apple per a aquest programa va ser una nova família d'impressores LaserWriter.

### 1991
Outbound Computers va demostrar els primers ordinadors portàtils compatibles amb Macintosh a la fira de Boston, abans d'un parell de mesos que Apple va presentar el PowerBook.

### 1995
Macworld Expo va tenir lloc a tres llocs: San Francisco (4-7 de gener), Washington DC (26-28 d'abril) i Boston (8-11 d'agost). Apple va presentar la línia "Power Surge" d'ordinadors Power Macintosh a la fira de Boston, formada pels Power Macintosh 8500, 7500 i 7200.

### 1997
Després de tornar a l'empresa a finals de 1996, Steve Jobs va anunciar una aliança amb Microsoft que va permetre a Apple salvar-se de la fallida. Microsoft va adquirir un 6 % de les accions d'Apple, sense dret a vot, a canvi d'una inversió de 150 milions de dòlars. A més, la companyia de Bill Gates es va comprometre a recolzar Office per a Mac durant cinc anys.

### 1998
Steve Jobs va presentar l'iMac i el PowerBook G3.

### 1999
A Nova York, l'actor Noah Wyle va fer una aparició durant la presentació, personificant a Jobs, tal com ho va fer a la pel·lícula Piratas de la Vall del Silicio.
Steve Jobs va presentar l' iBook i l' AirPort. Bungie Software va anunciar el seu joc Halo per a Mac. Posteriorment Bungie va ser comprat per Microsoft i el joc es va convertir en una exclusiva per a Xbox.

### 2000
A San Francisco, es va presentar el sistema operatiu Mac OS X i la interfície gràfica d'usuari Aqua. A Nova York, es va presentar el PowerMac G4 Cube ,

### 2001
A San Francisco, es va presentar el programa de reproducció de música iTunes i el PowerBook G4. A Nova York es va fer una presentació tècnica per desmentir el mite dels MHz .

### 2002
Al gener es va presentar l'iMac G4

### 2003
Al gener es va presentar el navegador d'internet Safari, l' Airport Extreme i PowerBooks de 17 i 12 polzades, el portàtil més gran i més petit en aquell moment.

### 2004
A París, Phil Schiller va presentar l'iMac G5 .

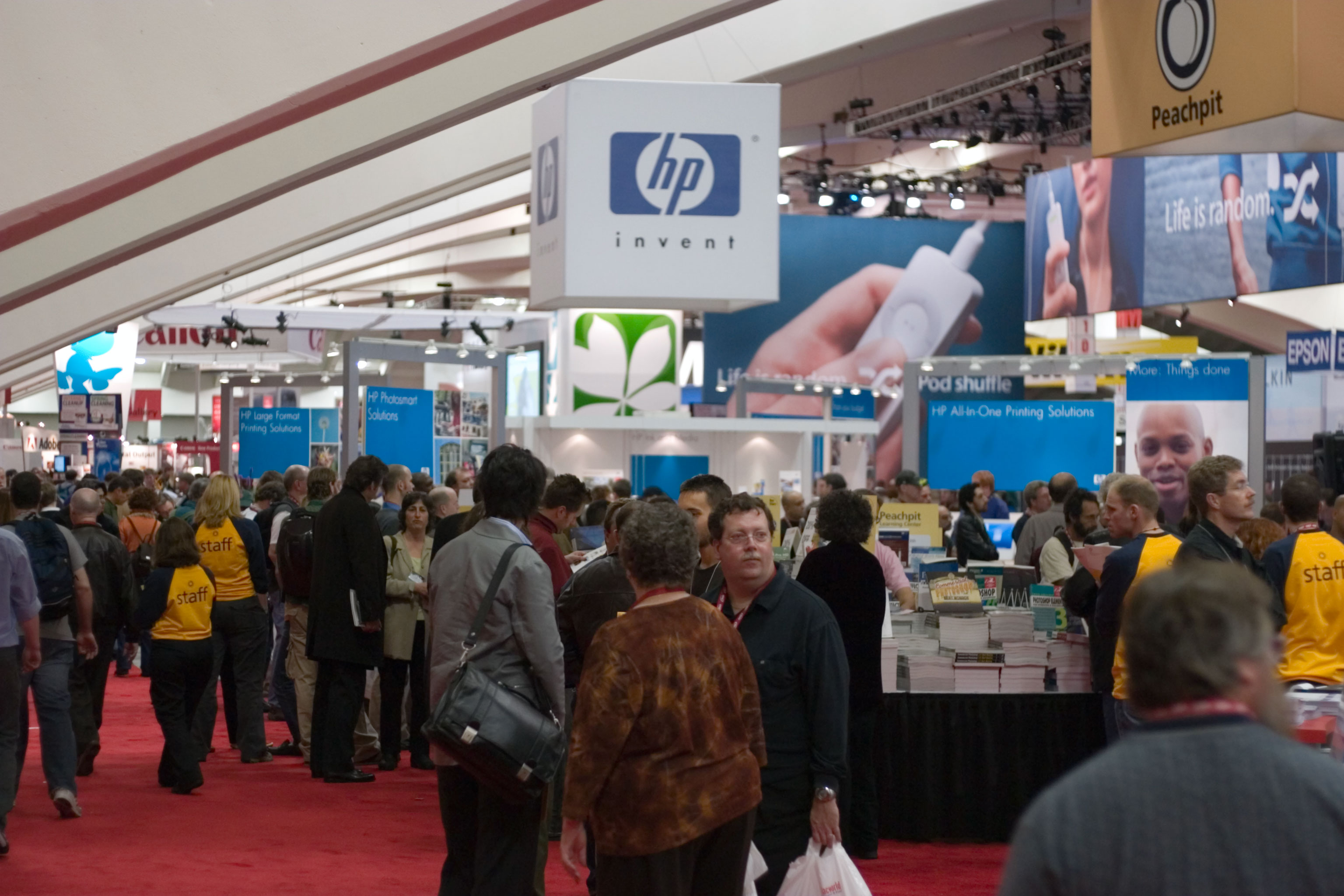
Macworld 2005.

### 2005
A San Francisco, entre gener 10-14. Es va presentar el. i el paquet d'ilife Mac Mini .

### 2006

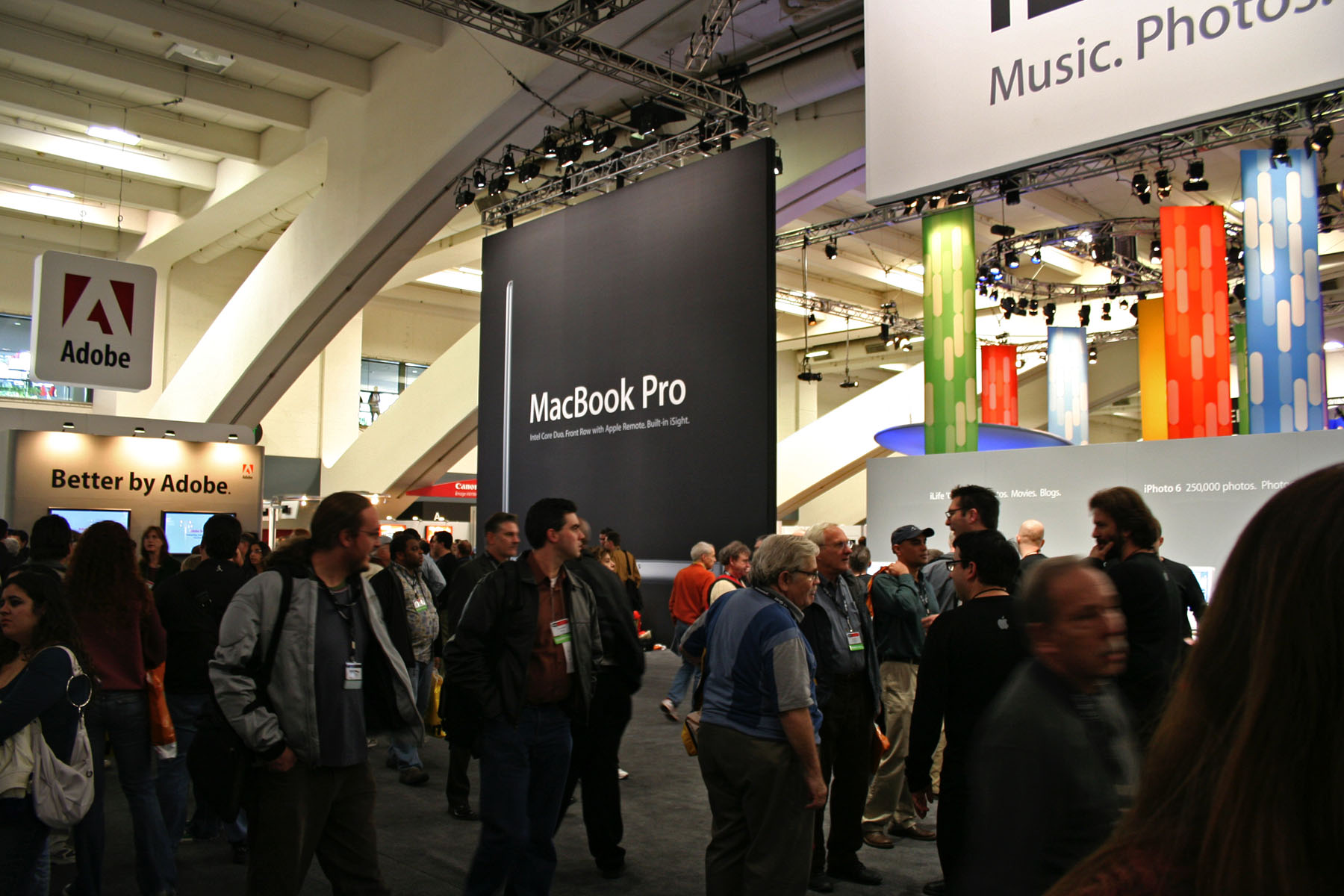
Macworld 2006

Entre gener 9-13, amb 38.441 assistents i 367 companyies expositores. Es van presentar iMacs amb processadors a intel .

### 2007

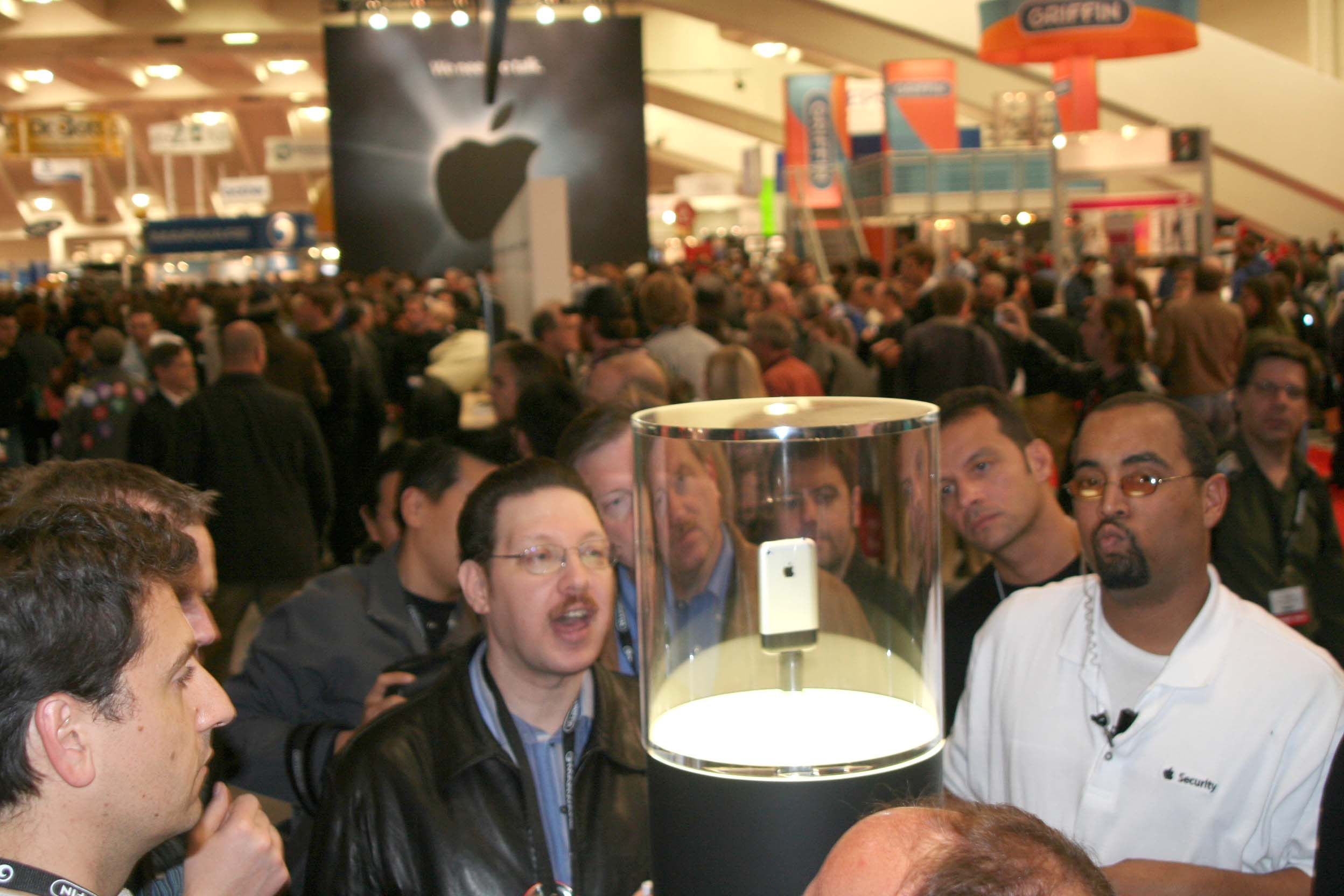
First iPhone at Macworld 2007

Entre gener 8-12, amb 45.572 assistents. Steve Jobs va anunciar l'iPhone, va reanomenar l'Apple TV i la companyia d' Apple Computer Inc. a Apple Inc.

### 2008
Entre gener 14-18, amb aproximadament 50.000 assistents. Steve Jobs va presentar el MacBook Air, l'ordinador portàtil més prim en aquest moment, i el Time Capsule .

### 2009

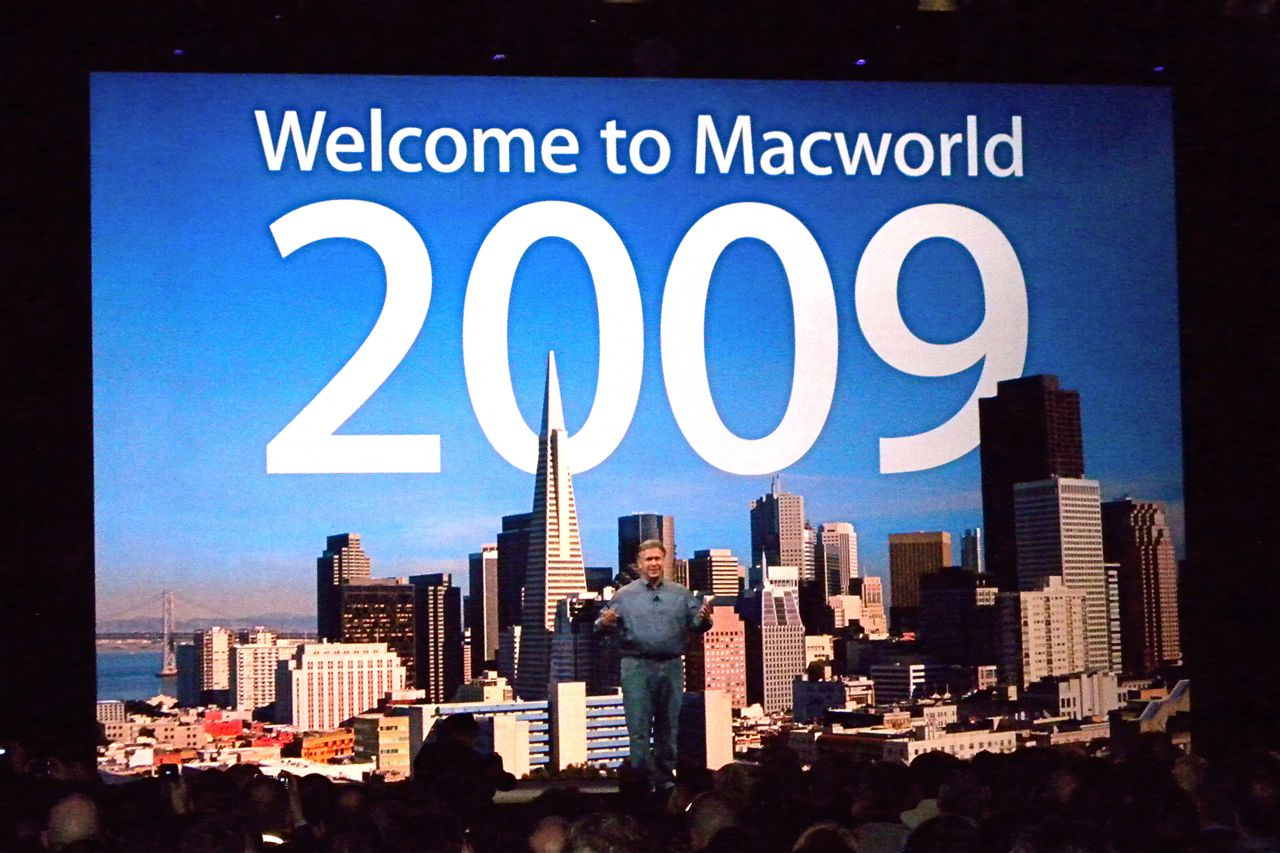
Phil Schiller presenta el keynote al Macworld 2009.

La MacWorld del 2009va tenir lloc a San Francisco entre el 5 i el 9 de gener. Fou l'última participació d'Apple a la fira-conferència. Durant la seva presentació, Phil Schiller va mostrar les noves versions d'iLife, iWork i el nou MacBook Pro 17" .

### 2014
A l'octubre del 2014 s'anuncia que l'edició 2014 de la MacWorld Expo serà l'última d'aquest esdeveniment. L'edició 2015 ha estat cancel·lada sine dine pel seu organitzador, el grup editorial International Data Group (IDG). Aquest tancament acompanya el cessament de la publicació en paper de la revista Macworld, pertanyent al mateix grup editorial, el setembre del 2014.

### 2015
El 2015 Macworld/iWorld estava programat per celebrar-se del 12 de març al 14 de març de 2015, però va ser cancel·lat per IDG. Qualsevol fira-conferència futura d'Apple hauria de programar-se sota el nom d'Apple Event.